# Świątkowa Wielka
Świątkowa Wielka (ukraiński: Святкова Велика) – wieś w Polsce położona w województwie podkarpackim, w powiecie jasielskim, w gminie Krempna.
W latach 1975–1998 miejscowość administracyjnie należała do województwa krośnieńskiego.

## Cerkiew
We wsi znajduje się dawna cerkiew filialna greckokatolicka pw. św. Michała Archanioła) wzniesiona (lub przebudowana), w 1757 r. Remontowana w 1796 r., a następnie w latach 1826-1828 (prawdopodobnie wówczas dobudowano wieżę). W latach 1947–1986 nieużytkowana. Remontowana w latach 90. XX w. We wnętrzu polichromia z II poł. XVIII w. Od 1986 r. kościół filialny rzymskokatolicki w parafii Matki Bożej Niepokalanej w Desznicy.